# 5.º Ejército (Imperio alemán)
El 5.º Ejército (en alemán: 5. Armee / Armeeoberkommando 5 / A.O.K. 5) fue un nivel de mando de ejército del Ejército Imperial Alemán en la I Guerra Mundial. Fue formado tras la movilización en agosto de 1914 aparentemente de la VII Inspección de Ejército. El ejército fue disuelto en 1919 durante la desmovilización después de la guerra.

## Historia
En agosto de 1914 el mando del 5.º Ejército fue asignado al Príncipe de la Corona Guillermo de Alemania, heredero al trono Hohenzollern, con el General Schmidt von Knobelsdorf sirviendo como su jefe de Estado Mayor, y permanecería así hasta finales de 1916. La apertura de hostilidades en el frente occidental, tuvo al 5.º Ejército del Príncipe de la Corona, junto con el vecino 4.º Ejército (comandado por el Duque Alberto de Wurtemberg), actuando en el centro del plan Schlieffen para atacar en Bélgica y Francia. El 21 de agosto de 1914, lo que se conoció como batalla de las Ardenas, los Ejércitos 4.º y 5.º avanzaron en la Ardenas para contrarrestar el impulso de los Ejércitos 3.º y 4.º franceses. En los dos días siguientes el 5.º Ejército jugó un papel importante en detener la oposición de las fuerzas francesas. Para el 23 de agosto, después de sufrir grandes pérdidas y ser estratégicamente superados, los dos ejércitos franceses fueron expulsados en retirada. Tras la victoria del 5.º Ejército alemán en la batalla de las Ardenas se trasladó a Verdún, donde permanecería hasta 1918. En febrero de 1916 el 5.º Ejército del Príncipe de la Corona lanzaría la Operación Gericht, la ofensiva alemana que empezó la batalla de Verdún, una de las batallas más largas y sangrientas de la historia. A finales de 1916, después de sufrir terribles pérdidas en sus esfuerzos en Verdún, el General Max von Gallwitz asumió el control del 5.º Ejército. Antes del fin de la guerra el 5.º Ejército luchó en varias acciones destacadas, incluyendo la batalla de Saint-Mihiel, en septiembre de 1918, cuando fue derrotado por la Fuerza Expedicionaria Estadounidense (FEE) a las órdenes de John J. Pershing. El 5.º Ejército continuó su oposición a la Ofensiva de Meuse-Argonne de la FEE hasta el Armisticio del 11 de noviembre de 1918. Al final de la guerra servía como parte del Heeresgruppe Gallwitz.

### Orden de batalla, 30 de octubre de 1918
Para el final de la guerra, el 5.º Ejército estaba organizado como sigue:
| Organización del 5.º Ejército el 30 de octubre de 1918 | Organización del 5.º Ejército el 30 de octubre de 1918 | Organización del 5.º Ejército el 30 de octubre de 1918 |
| Ejército                                               | Cuerpo                                                 | División                                               |
| ------------------------------------------------------ | ------------------------------------------------------ | ------------------------------------------------------ |
| 5.º Ejército                                           | 58.º Cuerpo (z.b.V.)                                   | 240.ª División                                         |
| 5.º Ejército                                           | 58.º Cuerpo (z.b.V.)                                   | 15.ª División Bávara                                   |
| 5.º Ejército                                           | 58.º Cuerpo (z.b.V.)                                   | 52.ª División                                          |
| 5.º Ejército                                           | 58.º Cuerpo (z.b.V.)                                   | 31.ª División                                          |
| 5.º Ejército                                           | XXI Cuerpo                                             | 13.ª División                                          |
| 5.º Ejército                                           | XXI Cuerpo                                             | 28.ª División                                          |
| 5.º Ejército                                           | XXI Cuerpo                                             | 107.ª División                                         |
| 5.º Ejército                                           | XXI Cuerpo                                             | 5.ª División Bávara de Reserva                         |
| 5.º Ejército                                           | XXI Cuerpo                                             | 88.ª División                                          |
| 5.º Ejército                                           | XXI Cuerpo                                             | 115.ª División                                         |
| 5.º Ejército                                           | V Cuerpo de Reserva                                    | 123.ª División                                         |
| 5.º Ejército                                           | V Cuerpo de Reserva                                    | 1.ª División (Austria-Hungría)                         |
| 5.º Ejército                                           | V Cuerpo de Reserva                                    | parte de la 106.ª División (Austria-Hungría)           |
| 5.º Ejército                                           | V Cuerpo de Reserva                                    | 228.ª División                                         |
| 5.º Ejército                                           | V Cuerpo de Reserva                                    | 192.ª División                                         |
| 5.º Ejército                                           | V Cuerpo de Reserva                                    | 41.ª División                                          |
| 5.º Ejército                                           | V Cuerpo de Reserva                                    | 27.ª División                                          |
| 5.º Ejército                                           | V Cuerpo de Reserva                                    | 117.ª División                                         |
| 5.º Ejército                                           | IX Cuerpo de Reserva                                   | 1.ª División Landwehr                                  |
| 5.º Ejército                                           | IX Cuerpo de Reserva                                   | 15.ª División                                          |
| 5.º Ejército                                           | XVIII Cuerpo (Austria-Hungría)                         | 33.ª División                                          |
| 5.º Ejército                                           | XVIII Cuerpo (Austria-Hungría)                         | 32.ª División                                          |
| 5.º Ejército                                           | XVIII Cuerpo (Austria-Hungría)                         | 106.ª División (Austria-Hungría)                       |
| 5.º Ejército                                           | XVIII Cuerpo (Austria-Hungría)                         | 37.ª División                                          |
| 5.º Ejército                                           | XVIII Cuerpo (Austria-Hungría)                         | 236.ª División                                         |
| 5.º Ejército                                           | XVIII Cuerpo (Austria-Hungría)                         | 20.ª División                                          |
| 5.º Ejército                                           | Trasladado al Armee-Abteilung C                        | 45.ª División de Reserva                               |

## Comandantes
El 5.º Ejército tuvo los siguientes comandantes durante su existencia:
| Desde                    | Comandante                                               | Previamente     | Con posterioridad                                                    |
| ------------------------ | -------------------------------------------------------- | --------------- | -------------------------------------------------------------------- |
| 2 de agosto de 1914      | Generalmajor Príncipe Heredero Guillermo de Alemania     |                 | Heeresgruppe Deutscher Kronprinz                                     |
| 27 de enero de 1915      | Generalleutnant Guillermo, Príncipe Heredero de Alemania |                 | Heeresgruppe Deutscher Kronprinz                                     |
| 30 de noviembre de 1916  | General de Infantería Ewald von Lochow                   | Grupo Este Maas | Puesto bajo reserva activa                                           |
| 17 de diciembre de 1916  | General de Artillería Max von Gallwitz                   | 2.º Ejército    | Heeresgruppe Gallwitz concurrentemente desde el 1 de febrero de 1918 |
| 27 de septiembre de 1918 | General de Caballería Georg von der Marwitz              | 2.º Ejército    | Retirado                                                             |